# Trofeul Carpați (handbal feminin) - Ediția a 3-a
Competiția din 1961 reprezintă a treia ediție a Trofeului Carpați la handbal feminin pentru senioare, turneu amical organizat anual de Federația Română de Handbal începând din 1959. Ediția din 1961, la care au luat parte cinci echipe, a fost găzduită de orașul București și s-a desfășurat între 8-12 februarie 1961. Începând cu această ediție, competiția nu se va mai numi „Cupa Orașului București”, ci „Trofeul Carpați”. Câștigătoarea turneului din 1961 a fost selecționata principală a orașului București.
Meciurile s-au desfășurat în Sala Floreasca.

## Echipe participante
La a treia ediție a Trofeului Carpați nu au fost înscrise echipe naționale ci selecționate ale orașelor.

### România
România a fost reprezentată de două selecționate ale capitalei București.

#### Selecționata orașului București
Selecționata principală a orașului București a fost pregătită de profesorul Constantin Popescu.
| Portari - Irene Nagy-Klimovski - Liliana Borcea Extreme - Maria Scheip-Constantinescu - extremă stânga - Constanța Dumitrescu Centri - Iosefina Ștefănescu-Ugron - Aurelia Szőke | Pivoți - Antoaneta Vasile-Oțelea - Gherlinde Reip-Oprea Interi - Anna Stark-Stănișel - Victorița Dumitrescu - inter stânga - Elena Cătineanu |

#### Selecționata de tineret a orașului București
Selecționata de tineret a orașului București a fost pregătită de antrenorul Victor Chita.
| Portari - Ileana Cazacu - Lucreția Anca Extreme - Waltraub Keul - Valentina Melinte Centri - Anna Nemetz - Rodica Bain | Pivoți - Cornelia Constantinescu - Felicia Posmor Interi - Aurora Leonte - Felicia Gheorghiță-Bâtlan - Marga Luchian - Hedviga Ziegler |

### Republica Democrată Germană
Republica Democrată Germană a fost reprezentată de o selecționată a capitalei Berlinul de Est.

### Iugoslavia
Iugoslavia a fost reprezentată de o selecționată a capitalei Belgrad.

### Ungaria
Ungaria a fost reprezentată de o selecționată a capitalei Budapesta.

## Clasament și statistici
Ediția a 3-a a Trofeului Carpați la handbal feminin a fost câștigată de selecționata principală a orașului București.

### Clasamentul final
|   | București         |
|   | Budapesta         |
|   | Belgrad           |
| 4 | Berlinul de Est   |
| 5 | București-tineret |